# Governació de Deir al-Balah
La Governació de Deir al-Balah (àrab: محافظة دير البلح, Muḥāfaẓat Dayr al-Balaḥ) és una de les 16 governacions de l'Autoritat Nacional Palestina. Situada al centre de la Franja de Gaza, és administrada per l'Autoritat Nacional Palestina. El seu límit est fa de frontera amb Israel i no disposa d'espai aeri ni de territori marítim, malgrat limitar amb el mar Mediterrani a l'oest. La seva superfície total és de 56 quilòmetres quadrats. Segons l'Oficina Central Palestina d'Estadístiques, a mitjan any 2006 tenia 208.716 habitants, distribuïts entre almenys vuit localitats.

## Localitats

### Ciutats
- Deir al-Balah

### Municipis
- az-Zawayda

### Viles
- al-Musaddar
- Wadi as-Salqa

### Camps de refugiats
- Bureij
- Deir al-Balah
- Maghazi
- Nuseirat